# Lefkímmi (Évros)
Lefkímmi (grec moderne : Λευκίμμη) est une localité située dans le dème de Souflí, dans le district régional d'Évros, dans la périphérie de Macédoine-Orientale-et-Thrace, en Grèce.
La localité appartient au district municipal de Tycheró. Selon le recensement de 2021, elle compte 153 habitants.
La localité est intégrée dans la zone périphérique du parc national de Dadiá-Lefkími-Souflí.